# توم كينيدي
توم كينيدي (بالإنجليزية: Tom Kennedy)‏ (و. 1885 – 1965 م) هو ممثل، من الولايات المتحدة الأمريكية، ولد في مدينة نيويورك، توفي في لوس أنجلوس، عن عمر يناهز 80 عاماً بسبب سرطان العظام.

## وصلات خارجية
- توم كينيدي على موقع IMDb (الإنجليزية)
- توم كينيدي على موقع ألو سيني (الفرنسية)
- توم كينيدي على موقع أول موفي (الإنجليزية)
- توم كينيدي على موقع قاعدة بيانات برودواي على الإنترنت (الإنجليزية)
- توم كينيدي على موقع قاعدة بيانات الأفلام السويدية (السويدية)
- توم كينيدي على موقع إن إن دي بي (الإنجليزية)
- توم كينيدي على موقع قاعدة بيانات الفيلم (الإنجليزية)
- توم كينيدي على موقع كينوبويسك (الروسية)